# Phare de Punta Patuca

Le phare de Punta Patuca (en espagnol : Faro de Punta Patuca) est un phare actif situé à l'ouest de Puerto Lempira, dans le Département de Gracias a Dios au Honduras.

## Histoire
Punta Patuca est un cap situé à environ 35 km à l'est du cap Camarón.

## Description
Ce phare est un pylône cylindrique en acier, avec une galerie et une balise photovoltaïque de 18 m de haut. La tour est peinte avec des bandes horizontales rouges et blanches. Il émet, à une hauteur focale de 22 m, un éclat blanc par période de 10 secondes. Sa portée est de 22 milles nautiques (environ 41 km).
Identifiant : ARLHS : HON-009 - Amirauté : J6013 - NGA : 110-16479 .
|                   |
| Carte du Honduras |

### Lien connexe
- Liste des phares du Honduras